# Androctonus maroccanus
Bọ cạp Ma-rốc (Danh pháp khoa học: Androctonus maroccanus) là một loài bọ cạp thuộc họ Buthidae. Cùng với các thành viên khác của chi Androctonus, nó còn được biết đến bởi tên gọi bọ cạp đuôi béo mang tên bản địa chung. A. maroccanus là loài đặc hữu của bờ biển Đại Tây Dương của Ma-rốc và có danh pháp maroccanus. 

## Phân bố
Chúng được mô tả năm 2009 bởi Wilson R. Lourenço, Eric Ythier và Elise-Anne Leguin. Mẫu vật được F. Principaud thu thập vào tháng 9 năm 2009. Nó được đặt tên theo nước xuất xứ. A. maroccanus chỉ được biết đến từ địa phương, vùng đồng bằng bán khô cằn tại Sidi Smaïl, cách 120 km về phía tây nam của thành phố Casablanca, vùng Doukkala-Abda, Ma-rốc. Như nhiều loài khác của Androctonus hiện đang được biết đến từ Ma-rốc, nó được coi là đặc hữu.

## Đặc điểm
Các mẫu vật của cá thể trưởng thành có kích thước khoảng 70 mm. Màu tổng thể có màu vàng nhạt đến đỏ vàng. Con bọ cạp thể hiện những đặc tính điển hình của chi Androctonus. Sự hình thành của cephephothorax và mesosoma hơi khác biệt ở con đực hơn ở con cái. A. maroccanus khác biệt với hầu hết các loài Androctonus có màu da sẫm màu có màu sắc tươi sáng.
Nó khác với giống A. australis tương tự trong việc có một "cánh tay phía trước" (bánh chè) mạnh mẽ của chân và màu đỏ nhiều. Hơn nữa, ở Ma-rốc A. australis được biết đến từ phía đông của đất nước. Một loài có màu vàng khác, A. amoreuxi, xuất hiện ở phía Nam và phía tây nam Ma-rốc, được phân biệt bởi một siêu khối mảnh mai.
Độc tính: Không có dữ liệu về độc tính của loài này, cũng như chưa có báo cáo về trường hợp tử vong nào do loài bọ cạp này gây ra với con người. Tuy nhiên, như trường hợp của nhiều loài khác của chi Androctonus vốn dĩ là các loài bọ cạp độc, có thể dự đoán được sự hiện diện của các chất độc rất mạnh và có tác động rất mạnh đối với con người.